# Liga Venezolana de Béisbol Profesional: Postemporada 2015-2016
La 68° Postemporada 2015-16 de béisbol de Liga Venezolana de Béisbol Profesional se disputará entre los Bravos de Margarita y Tigres de Aragua, Caribes de Anzoátegui y Tiburones de La Guaira, Leones del Caracas y Navegantes del Magallanes, del 02 al 10 de enero. Este sábado 2 de enero comienza la postemporada de la LVBP con tres duelos. Valencia, Caracas y Maracay son las ciudades que van a recibir los duelos.
Los clasificados a la postemporada participaron en el draft de adiciones y sustituciones. 
Los equipos clasificados a la postemporada de la Liga Venezolana de Béisbol Profesional ya realizaron el draft de Adiciones y Sustituciones.
En orden que fueron seleccionados, estos son los jugadores por equipo.
Navegantes del Magallanes:
El jardinero Alex Romero (Águilas del Zulia) y al también outfielder Jairo Pérez (Cardenales de Lara) por Lew Ford.
Tiburones de La Guaira:
El lanzador Wilfredo Boscán (Águilas del Zulia) y el relevista Edwin Quirarte (Águilas del Zulia) por Shawn Hill.
Tigres de Aragua:
El tercera base Carlos Rivero (Cardenales de Lara) y el también infielder Ildemaro Vargas (Cardenales de Lara) por Kyle Hunter.
Bravos de Margarita:
El infielder Juniel Querecuto (Cardenales de Lara) y al lanzador Mike DeMark (Cardenales de Lara) por Thomas Neil.
Caribes de Anzoátegui:
El lanzador Yoanner Negrín (Cardenales de Lara) y el infielder Gabriel Noriega (Cardenales de Lara) por Cody Eppley.
Leones del Caracas:
El lanzador Néstor Molina (procedente de Cardenales de Lara) y el receptor Anderson de La Rosa (procedente de Cardenales de Lara) en sustitución de Aharon Eggleston.
Algunas dudas han surgido en la afición del béisbol acerca del cuarto clasificado para las semifinales de la LVBP. 
Recordamos que los tres primeros semifinalistas van a ser los ganadores de las tres series de la primera parte de la postemporada, que inicia el sábado 2 de enero. 
Para obtener el cuarto equipo, se va a jugar un partido el 11 de enero entre dos divisas derrotadas en la primera etapa de los playoffs y que hayan sumado más puntos en la tabla general de la ronda eliminatoria. Además, también se tomará en cuenta la posición de la estadística de puntos para la localidad del encuentro. 
Es decir que, por ejemplo, al ser Navegantes el clasificado en el puesto 1, tiene asegurado jugar el partido “comodín” en Valencia en caso de ser vencido por los Leones del Caracas en la etapa inicial de postemporada. 
Tiburones de La Guaira, segundo en la tabla de la ronda regular, también tiene la seguridad de participar en duelo del 11 de enero si pierde su serie ante Caribes de Anzoátegui. 
Por su parte, Leones del Caracas está obligado a ganar al Navegantes ya que no tiene opción de ir al juego comodín por ser el último de los seis clasificados.

## Parques de pelota de la Postemporada 2015-2016
| Margarita                        | Maracay                       | Puerto La Cruz             |
| -------------------------------- | ----------------------------- | -------------------------- |
| Estado Nueva Esparta             | Estado Aragua                 | Estado Anzoátegui          |
| Estadio Nueva Esparta            | Estadio José Pérez Colmenares | Estadio Alfonso Carrasquel |
| Capacidad: 18.000                | Capacidad: 12.647             | Capacidad: 18.000          |
|                                  |                               |                            |
| Distrito Capital                 | Valencia                      |                            |
| Caracas                          | Estado Carabobo               |                            |
| Estadio Universitario de Caracas | Estadio José Bernardo Pérez   |                            |
| Capacidad: 22.690                | Capacidad: 16.000             |                            |
|                                  |                               |                            |

## Postemporada
|  | Primera semifinal | Primera semifinal | Primera semifinal |            |         | Segunda semifinal | Segunda semifinal | Segunda semifinal |  |  | Final | Final | Final |  |
|  |                   |                   |                   |            |         |                   |                   |                   |  |  |       |       |       |  |
|  |                   |                   |                   |            |         |                   |                   |                   |  |  |       |       |       |  |
|  | Bravos            | Bravos            | 3                 |            |         |                   |                   |                   |  |  |       |       |       |  |
|  | Bravos            | Bravos            | 3                 |            |         |                   |                   |                   |  |  |       |       |       |  |
|  | Tigres            | Tigres            | 4                 |            |         |                   |                   |                   |  |  |       |       |       |  |
|  | Tigres            | Tigres            | 4                 |            | Tigres  | Tigres            | 1                 |                   |  |  |       |       |       |  |
|  |                   |                   |                   |            | Tigres  | Tigres            | 1                 |                   |  |  |       |       |       |  |
|  |                   |                   | Tiburones         | Tiburones  | 1       |                   |                   |                   |  |  |       |       |       |  |
|  | Caribes           | Caribes           | Tiburones         | Tiburones  | 1       | 2                 |                   |                   |  |  |       |       |       |  |
|  | Caribes           | Caribes           |                   |            |         |                   |                   |                   |  |  |       |       |       |  |
|  | Tiburones         | Tiburones         | 4                 |            |         |                   |                   |                   |  |  |       |       |       |  |
|  | Tiburones         | Tiburones         | 4                 |            |         |                   |                   |                   |  |  |       |       |       |  |
|  |                   |                   |                   |            |         |                   |                   |                   |  |  |       |       |       |  |
|  |                   |                   |                   |            |         |                   |                   |                   |  |  |       |       |       |  |
|  | Caribes (Comodín) | Caribes (Comodín) | 1                 |            |         |                   |                   |                   |  |  |       |       |       |  |
|  | Caribes (Comodín) | Caribes (Comodín) | 1                 |            |         |                   |                   |                   |  |  |       |       |       |  |
|  | Bravos            | Bravos            | 0                 |            |         |                   |                   |                   |  |  |       |       |       |  |
|  | Bravos            | Bravos            | 0                 |            | Caribes | Caribes           | 1                 |                   |  |  |       |       |       |  |
|  |                   |                   |                   |            | Caribes | Caribes           | 1                 |                   |  |  |       |       |       |  |
|  |                   |                   | Navegantes        | Navegantes | 1       |                   |                   |                   |  |  |       |       |       |  |
|  | Leones            | Leones            | Navegantes        | Navegantes | 1       | 2                 |                   |                   |  |  |       |       |       |  |
|  | Leones            | Leones            |                   |            |         |                   |                   |                   |  |  |       |       |       |  |
|  | Navegantes        | Navegantes        | 4                 |            |         |                   |                   |                   |  |  |       |       |       |  |
|  | Navegantes        | Navegantes        | 4                 |            |         |                   |                   |                   |  |  |       |       |       |  |
|  |                   |                   |                   |            |         |                   |                   |                   |  |  |       |       |       |  |

### Primera semifinal
| Bravos de Margarita | 7:5   | Tigres de Aragua    | José Pérez Colmenares | 2 de enero  | 07:00pm | Meridiano TV |
| Bravos de Margarita | 3:4   | Tigres de Aragua    | José Pérez Colmenares | 3 de enero  | 05:00pm | Meridiano TV |
| Tigres de Aragua    | 11:12 | Bravos de Margarita | Nueva Esparta         | 5 de enero  | 07:00pm | Tves         |
| Tigres de Aragua    | 5:4   | Bravos de Margarita | Nueva Esparta         | 6 de enero  | 07:00pm | Tves         |
| Tigres de Aragua    | 1:7   | Bravos de Margarita | Nueva Esparta         | 7 de enero  | 07:00pm | Tves         |
| Bravos de Margarita | 6:12  | Tigres de Aragua    | José Pérez Colmenares | 9 de enero  | 05:30pm | Venevisión   |
| Bravos de Margarita | 1:3   | Tigres de Aragua    | José Pérez Colmenares | 10 de enero | 05:30pm | Venevisión   |

| Caribes de Anzoátegui  | 1:9  | Tiburones de La Guaira | Universitario de Caracas | 2 de enero | 07:00pm | Tves         |
| Caribes de Anzoátegui  | 8:9  | Tiburones de La Guaira | Universitario de Caracas | 3 de enero | 03:00pm | Tves         |
| Tiburones de La Guaira | 9:5  | Caribes de Anzoátegui  | Alfonso Chico Carrasquel | 5 de enero | 05:00pm | Venevisión   |
| Tiburones de La Guaira | 4:6  | Caribes de Anzoátegui  | Alfonso Chico Carrasquel | 6 de enero | 07:30pm | Venevisión   |
| Tiburones de La Guaira | 5:6  | Caribes de Anzoátegui  | Alfonso Chico Carrasquel | 7 de enero | 07:30pm | Venevisión   |
| Caribes de Anzoátegui  | 4:10 | Tiburones de La Guaira | Universitario de Caracas | 9 de enero | 05:00pm | Meridiano TV |

| Leones del Caracas        | 1:8  | Navegantes del Magallanes | José Bernardo Pérez      | 2 de enero | 06:00pm | Venevisión          |
| Leones del Caracas        | 0:2  | Navegantes del Magallanes | José Bernardo Pérez      | 3 de enero | 07:00pm | Venevisión          |
| Navegantes del Magallanes | 3:11 | Leones del Caracas        | Universitario de Caracas | 5 de enero | 07:00pm | Meridiano TV        |
| Navegantes del Magallanes | 2:1  | Leones del Caracas        | Universitario de Caracas | 6 de enero | 07:00pm | Meridiano TV        |
| Navegantes del Magallanes | 2:5  | Leones del Caracas        | Universitario de Caracas | 7 de enero | 07:00pm | Tves / Fox Deportes |
| Leones del Caracas        | 6:16 | Navegantes del Magallanes | José Bernardo Pérez      | 9 de enero | 07:00pm | Tves / Fox Deportes |

### Comodín
| Caribes de Anzoátegui | 1:0 | Bravos de Margarita | Nueva Esparta | 11 de enero | 07:00 p. m. | Meridiano TV |

### Segunda semifinal
| Tigres de Aragua       | 1:9 | Tiburones de La Guaira | Universitario de Caracas | 12 de enero | 07:00pm | Venevisión   |
| Tigres de Aragua       | 7:0 | Tiburones de La Guaira | Universitario de Caracas | 13 de enero | 07:00pm | Venevisión   |
| Tiburones de La Guaira |     | Tigres de Aragua       | José Pérez Colmenares    | 15 de enero | 07:30pm | Meridiano TV |
| Tiburones de La Guaira |     | Tigres de Aragua       | José Pérez Colmenares    | 16 de enero | 05:30pm | Meridiano TV |
| Tiburones de La Guaira |     | Tigres de Aragua       | José Pérez Colmenares    | 17 de enero | 04:30pm | Meridiano TV |

| Caribes de Anzoátegui     | 4:8  | Navegantes del Magallanes | José Bernardo Pérez      | 12 de enero | 07:00pm | Meridiano TV |
| Caribes de Anzoátegui     | 10:3 | Navegantes del Magallanes | José Bernardo Pérez      | 13 de enero | 07:00pm | Meridiano TV |
| Navegantes del Magallanes |      | Caribes de Anzoátegui     | Alfonso Chico Carrasquel | 15 de enero | 07:30pm | Tves         |
| Navegantes del Magallanes |      | Caribes de Anzoátegui     | Alfonso Chico Carrasquel | 16 de enero | 07:30pm | Venevisión   |
| Navegantes del Magallanes |      | Caribes de Anzoátegui     | Alfonso Chico Carrasquel | 17 de enero | 07:00pm | Venevisión   |

## Desarrollo entreBravos de MargaritayTigres de Aragua
Nota: Entre paréntesis se indica la estadística del lanzador abridor y la jugada que llevó al pelotero a tomar una de las bases.

## Rosters
|  | Lanzadores       |                |       |    |     |
|  | Sergio Pérez     | Estados Unidos | PA    | 31 | D/D |
|  | Logan Darnell    | Estados Unidos | PA    | 26 | I/I |
|  | Omar Bencomo     | Venezuela      | PA    | 26 | D/D |
|  | Mark Serrano     | Estados Unidos | PR    | 30 | I/D |
|  | Justin Wright    | Estados Unidos | PR    | 26 | I/I |
|  | Mike DeMark      | Estados Unidos | PR    | 32 | D/D |
|  | Patrick Mincey   | Estados Unidos | PR    | 27 | D/D |
|  | Andrés Pérez     | Estados Unidos | PR    | 23 | D/D |
|  | Jesús Yépez      | Venezuela      | PR    | 31 | I/I |
|  | Luis A. Ramírez  | Venezuela      | PR    | 33 | D/D |
|  | Anthony Ortega   | Venezuela      | PR    | 30 | D/D |
|  | José A. Ortega   | Venezuela      | PR    | 27 | D/D |
|  | Receptores       |                |       |    |     |
|  | Elías Díaz       | Venezuela      | C     | 26 | D/D |
|  | Infielders       |                |       |    |     |
|  | Luis A. Jiménez  | Venezuela      | 1B BD | 33 | I/I |
|  | Carlos García    | Venezuela      | 1B;2B | 21 | I/I |
|  | Maikel Cáceres   | Estados Unidos | 2B    | 33 | D/D |
|  | Juniel Querecuto | Venezuela      | SS;3B | 23 | A/D |
|  | Edgar Durán      | Venezuela      | SS    | 24 | A/D |
|  | Outfielders      |                |       |    |     |
|  | Breyvic Valera   | Venezuela      | CF    | 23 | A/D |
|  | José Osuna       | Venezuela      | LF    | 23 | A/D |
|  | Tyler Henson     | Estados Unidos | RF    | 28 | D/D |
|  | Junior Sosa      | Venezuela      | RF;CF | 25 | I/I |
|  | Eliézer Alfonzo  | Venezuela      | BD    | 36 | D/D |
|  | Mánager          |                |       |    |     |
|  | Henry Blanco     |                |       |    |     |

|  | Lanzadores          |                      |       |    |     |
|  | Marcus Walden       | Estados Unidos       | PA    | 27 | D/D |
|  | Austin Bibens Dirkx | Estados Unidos       | PA    | 30 | D/D |
|  | Freddy García       | Venezuela            | PR    | 39 | D/D |
|  | Daniel Sattler      | Estados Unidos       | PR    | 31 | D/D |
|  | Darin Downs         | Estados Unidos       | PR    | 32 | D/D |
|  | Tony Peña Jr        | República Dominicana | PR    | 34 | D/D |
|  | Iván Hernández      | Venezuela            | PR    | 24 | D/D |
|  | Gumercindo González | Venezuela            | PR    | 31 | I/I |
|  | Eduardo Sánchez     | Venezuela            | PR    | 26 | D/D |
|  | Ronald Belisario    | Venezuela            | PR    | 33 | D/D |
|  | Renee Cortez        | Venezuela            | PR    | 33 | D/D |
|  | Jorge Rondón        | Venezuela            | PR    | 27 | D/D |
|  | Edgar Ibarra        | Venezuela            | PR    | 26 | I/I |
|  | Wilfredo Ledezma    | Venezuela            | PR    | 34 | I/I |
|  | Armando Rivero      | Cuba                 | PR    | 27 | D/D |
|  | Receptores          |                      |       |    |     |
|  | Sandy León          | Venezuela            | C     | 26 | A/D |
|  | Infielders          |                      |       |    |     |
|  | Josmil Pinto        | Venezuela            | C;1B  | 26 | D/D |
|  | Luis Ugueto         | Venezuela            | LF;1B | 36 | A/D |
|  | Jorge Vázquez       | México               | 1B    | 36 | A/D |
|  | Guillermo Quiroz    | México               | 1B;C  | 36 | D/D |
|  | Ildemaro Vargas     | Venezuela            | 2B    | 24 | A/D |
|  | Alberto Callaspo    | Venezuela            | 2B    | 32 | A/D |
|  | Carlos Rivero       | Venezuela            | 3B;BD | 27 | A/D |
|  | Hernán Pérez        | Venezuela            | SS    | 24 | D/D |
|  | Eduardo Escobar     | República Dominicana | SS;BD | 26 | D/D |
|  | Outfielders         |                      |       |    |     |
|  | Wuilmer Becerra     | Venezuela            | RF    | 22 | D/D |
|  | Alfredo Marte       | Venezuela            | RF;LF | 26 | D/D |
|  | Herlis Rodríguez    | Venezuela            | LF;CF | 26 | D/D |
|  | José Constanza      | República Dominicana | CF    | 26 | D/D |
|  | Mánager             |                      |       |    |     |
|  | Eduardo Pérez       |                      |       |    |     |

### Juego 1
[[Archivo:]]
| Equipo              | 1 | 2 | 3 | 4 | 5 | 6 | 7 | 8 | 9 | C | H  | E |
| ------------------- | - | - | - | - | - | - | - | - | - | - | -- | - |
| Bravos de Margarita | 0 | 0 | 0 | 0 | 1 | 0 | 3 | 0 | 3 | 7 | 12 | 2 |
| Tigres de Aragua    | 0 | 1 | 0 | 3 | 0 | 0 | 1 | 0 | 0 | 5 | 8  | 2 |

LG: Jesús Yépez (1-0)  LP: Ronald Belisario (0-1)  SV: Luis A. Ramírez (1)  
HRs:  Bravos – Tyler Henson (1)  Tigres – (0); (0)
- [Box score][5]
- Árbitros: HP: ; 1B: Mark ; 2B: ; 3B: ; LF: ; RF:.
- Asistencia: 00;00 espectadores.
- Duración: 2 h 0 m

| Marcador            | Entrada | Anotaciones |
| ------------------- | ------- | --- |
| Bravos 0 - Tigres 1 | 2ª      | - Alfredo Marte se embasa por jugada de selección. Hernán Pérez anota en carrera. Alfredo Marte llega hasta la segunda por error en tiro del SS. |
| Bravos 0 - Tigres 3 | 4ª      | - Josmil Pinto conecta triple al RF. Carlos Rivero anota en carrera. Hernán Pérez anota en carrera.                                              |
| Bravos 0 - Tigres 4 | 4ª      | - Sandy León conecta sencillo al LF. Josmil Pinto anota en carrera.                                                                              |
| Bravos 1 - Tigres 4 | 5ª      | - Tyler Henson conecta jonrón por el CF. |
| Bravos 2 - Tigres 4 | 7ª      | - Edgar Durán conecta sencillo al LF. Juniel Querecuto anota en carrera. Tyler Henson avanza a segunda.                                          |
| Bravos 3 - Tigres 4 | 7ª      | - Maikel Cáceres se embasa por error del 2B. Tyler Henson anota en carrera. Edgar Durán avanza a tercera.                                        |
| Bravos 4 - Tigres 4 | 7ª      | - Breyvic Valera eleva un fly de sacrificio. Edgar Durán anota en carrera.                                                                       |
| Bravos 4 - Tigres 4 | 7ª      | -Eduardo Escobar avanza a segunda por wild pitch.                                                                                                |
| Bravos 4 - Tigres 4 | 7ª      | - José Constanza avanza a tercera por wild pitch.                                                                                                |
| Bravos 4 - Tigres 5 | 7ª      | - Wuilmer Becerra anota por wild pitch. |
| Bravos 5 - Tigres 5 | 9ª      | - Eliézer Alfonzo se embasa por error del 3B. Tyler Henson anota en carrera. Edgar Durán avanza a tercera. Breyvic Valera avanza a segunda.      |
| Bravos 6 - Tigres 5 | 9ª      | - José Osuna falla con roletazo al SS. Edgar Durán anota en carrera. Breyvic Valera avanza a tercera. Eliézer Alfonzo avanza a segunda.          |
| Bravos 7 - Tigres 5 | 9ª      | - Elías Díaz recibe boleto. Breyvic Valera anota en carrera. Carlos García avanza a tercera. Luis A. Jiménez avanza a segunda.                   |

### Juego 2
[[Archivo:]]
| Equipo              | 1 | 2 | 3 | 4 | 5 | 6 | 7 | 8 | 9 | C | H | E |
| ------------------- | - | - | - | - | - | - | - | - | - | - | - | - |
| Bravos de Margarita | 0 | 2 | 0 | 0 | 0 | 0 | 0 | 0 | 1 | 3 | 8 | 5 |
| Tigres de Aragua    | 0 | 1 | 1 | 0 | 0 | 2 | 0 | 0 | X | 4 | 6 | 3 |

LG: Austin Bibens Dirkx (1-0)  LP: Sergio Pérez (0-1)  SV: Armando Rivero (1)  
HRs:  Bravos – (0)  Tigres – Alfredo Marte (1); (0)
- [Box score][6]
- Árbitros: HP: ; 1B: Mark ; 2B: ; 3B: ; LF: ; RF:.
- Asistencia: 00;00 espectadores.
- Duración: 2 h 0 m

| Marcador            | Entrada | Anotaciones |
| ------------------- | ------- | --- |
| Bravos 1 - Tigres 0 | 2ª      | - Maikel Cáceres conecta sencillo al RF. Juniel Querecuto anota en carrera                                                                           |
| Bravos 2 - Tigres 0 | 2ª      | - Maikel Cáceres anota en carrera por error en fildeo del 1B al intentar sorprender al corredor de primera base.                                     |
| Bravos 2 - Tigres 1 | 2ª      | - Carlos Rivero anota por wild pitch. |
| Bravos 2 - Tigres 2 | 3ª      | - Carlos Rivero se embasa por jugada de selección. Ildemaro Vargas anota en carrera. Eduardo Escobar avanza a tercera base por error en tiro del SS. |
| Bravos 2 - Tigres 4 | 6ª      | - Alfredo Marte conecta jonrón por el LF. Josmil Pinto anota en carrera.                                                                             |
| Bravos 3 - Tigres 4 | 9ª      | - Edgar Durán conecta sencillo al LF. Carlos García anota en carrera. Juniel Querecuto avanza a segunda.                                             |

### Juego 3
[[Archivo:]]
| Equipo              | 1 | 2 | 3 | 4 | 5 | 6 | 7 | 8 | 9 | 10 | C  | H  | E |
| ------------------- | - | - | - | - | - | - | - | - | - | -- | -- | -- | - |
| Tigres de Aragua    | 0 | 0 | 2 | 0 | 0 | 4 | 1 | 1 | 3 | 0  | 11 | 20 | 1 |
| Bravos de Margarita | 0 | 1 | 0 | 3 | 1 | 1 | 5 | 0 | 0 | 1  | 12 | 22 | 1 |

LG: Mark Serrano (1-0)  LP: Armando Rivero (0-1)  SV: (0)  
HRs:  Tigres – Eduardo Escobar (1);Jorge Vázquez (1)  Bravos – Juniel Querecuto (1)
- [Box score][7]
- Árbitros: HP: ; 1B: Mark ; 2B: ; 3B: ; LF: ; RF:.
- Asistencia: 00;00 espectadores.
- Duración: 2 h 0 m

| Marcador              | Entrada | Anotaciones |
| --------------------- | ------- | --- |
| Tigres 0 - Bravos 1   | 2ª      | - Juniel Querecuto conecta jonrón por el RF |
| Tigres 2 - Bravos 1   | 3ª      | - Hernán Pérez conecta triple al RF. Eduardo Escobar anota en carrera. Jorge Vázquez anota en carrera.                                                      |
| Tigres 2 - Bravos 2   | 4ª      | - Juniel Querecuto conecta triple al RF. Elías Díaz anota en carrera.                                                                                       |
| Tigres 2 - Bravos 3   | 4ª      | - Tyler Henson conecta doble al LF. Juniel Querecuto anota en carrera.                                                                                      |
| Tigres 2 - Bravos 4   | 4ª      | - Junior Sosa conecta sencillo al RF. Tyler Henson anota en carrera.                                                                                        |
| Tigres 2 - Bravos 5   | 5ª      | - Juniel Querecuto conecta sencillo al LF. José Osuna anota en carrera. Juniel Querecuto avanza a segunda base en la jugada.                                |
| Tigres 5 - Bravos 5   | 6ª      | - Ildemaro Vargas conecta triple al CF. Sandy León anota en carrera. Wuilmer Becerra anota en carrera. José Constanza anota en carrera.                     |
| Tigres 6 - Bravos 5   | 6ª      | - Ildemaro Vargas anota por balk. |
| Tigres 6 - Bravos 6   | 6ª      | - Eliézer Alfonzo conecta sencillo al CF. Junior Sosa anota en carrera                                                                                      |
| Tigres 7 - Bravos 6   | 7ª      | - Wuilmer Becerra conecta sencillo al RF. Alfredo Marte anota en carrera.                                                                                   |
| Tigres 7 - Bravos 7   | 7ª      | - Junior Sosa conecta sencillo al RF. Edgar Durán anota en carrera. Luis A. Jiménez avanza a segunda.                                                       |
| Tigres 7 - Bravos 8   | 7ª      | - Eliézer Alfonzo conecta sencillo al RF. Carlos García anota en carrera. Junior Sosa avanza a tercera. Eliezer Alfonso avanza a segunda base en la jugada. |
| Tigres 7 - Bravos 9   | 7ª      | - José Osuna se embasa por error del SS. Junior Sosa anota en carrera. Eliézer Alfonzo avanza a tercera. Breyvic Valera avanza a segunda.                   |
| Tigres 7 - Bravos 11  | 7ª      | - Elías Díaz conecta doble al RF. Eliézer Alfonzo anota en carrera. Breyvic Valera anota en carrera. José Osuna avanza a tercera.                           |
| Tigres 8 - Bravos 11  | 8ª      | - Alfredo Marte conecta sencillo al CF. Jorge Vázquez anota en carrera. Hernán Pérez avanza a segunda.                                                      |
| Tigres 10 - Bravos 11 | 9ª      | - Eduardo Escobar conecta jonrón por el RF. Ildemaro Vargas anota en carrera.                                                                               |
| Tigres 11 - Bravos 11 | 9ª      | - Jorge Vázquez conecta jonrón por el LF |
| Tigres 11 - Bravos 12 | 10ª     | - Junior Sosa conecta sencillo al RF. Elías Díaz anota en carrera. Juniel Querecuto avanza a tercera. Carlos García avanza a segunda.                       |

### Juego 4
[[Archivo:]]
| Equipo              | 1 | 2 | 3 | 4 | 5 | 6 | 7 | 8 | 9 | 10 | 11 | C | H  | E |
| ------------------- | - | - | - | - | - | - | - | - | - | -- | -- | - | -- | - |
| Tigres de Aragua    | 0 | 2 | 0 | 0 | 0 | 2 | 0 | 0 | 0 | 0  | 1  | 5 | 14 | 1 |
| Bravos de Margarita | 0 | 0 | 1 | 0 | 0 | 3 | 0 | 0 | 0 | 0  | 0  | 4 | 8  | 0 |

LG: Tony Peña Jr (1-0)  LP: José Rojas (0-1)  SV: Eduardo Sánchez (0)  
HRs:  Tigres – (0)  Bravos – (0)
- [Box score][8]
- Árbitros: HP: ; 1B: Mark ; 2B: ; 3B: ; LF: ; RF:.
- Asistencia: 00;00 espectadores.
- Duración: 2 h 0 m

| Marcador            | Entrada | Anotaciones |
| ------------------- | ------- | --- |
| Tigres 2 - Bravos 1 | 3ª      | - Hernán Pérez conecta triple al CF. Josmil Pinto anota en carrera. Sandy León anota en carrera.                                                                 |
| Tigres 2 - Bravos 1 | 3ª      | - Tyler Henson conecta doble al LF. Breyvic Valera anota en carrera.                                                                                             |
| Tigres 3 - Bravos 1 | 6ª      | - Alfredo Marte conecta sencillo al RF. Carlos Rivero anota en carrera. Jorge Vázquez avanza a tercera. Alfredo Marte es retirado intentando extender el batazo. |
| Tigres 4 - Bravos 1 | 6ª      | - Eduardo Escobar conecta sencillo al CF. Jorge Vázquez anota en carrera.                                                                                        |
| Tigres 4 - Bravos 4 | 6ª      | - Junior Sosa conecta triple al RF. Juniel Querecuto anota en carrera. Alex Monsalve anota en carrera. Edgar Durán anota en carrera.                             |
| Tigres 5 - Bravos 4 | 11ª     | - Hernán Pérez conecta doble al LF. José Constanza anota en carrera.                                                                                             |

### Juego 5
[[Archivo:]]
| Equipo              | 1 | 2 | 3 | 4 | 5 | 6 | 7 | 8 | 9 | C | H  | E |
| ------------------- | - | - | - | - | - | - | - | - | - | - | -- | - |
| Tigres de Aragua    | 0 | 1 | 0 | 0 | 0 | 0 | 0 | 0 | 0 | 1 | 7  | 1 |
| Bravos de Margarita | 0 | 0 | 0 | 0 | 0 | 5 | 2 | 0 | 0 | 7 | 10 | 1 |

LG: Logan Darnell (1-0)  LP: Marcus Walden (0-1)  SV: (0)  
HRs:  Tigres – (0)  Bravos – (0)
- [Box score][9]
- Árbitros: HP: ; 1B: Mark ; 2B: ; 3B: ; LF: ; RF:.
- Asistencia: 00;00 espectadores.
- Duración: 2 h 0 m

| Marcador            | Entrada | Anotaciones |
| ------------------- | ------- | --- |
| Tigres 1 - Bravos 0 | 2ª      | - Eduardo Escobar conecta jonrón por el LF                                                                                               |
| Tigres 1 - Bravos 1 | 6ª      | - Luis A. Jiménez conecta sencillo al CF. Francisco Díaz anota en carrera. Breyvic Valera avanza a tercera. José Osuna avanza a segunda. |
| Tigres 1 - Bravos 5 | 6ª      | - Tyler Henson conecta jonrón por el LF. Breyvic Valera anota en carrera. José Osuna anota en carrera. Luis A. Jiménez anota en carrera. |
| Tigres 1 - Bravos 6 | 7ª      | - José Osuna conecta sencillo al CF. Junior Sosa anota en carrera. Breyvic Valera avanza a segunda.                                      |
| Tigres 1 - Bravos 6 | 7ª      | - José Osuna se roba segunda y llega a tercera en jugada.                                                                                |
| Tigres 1 - Bravos 7 | 7ª      | - Breyvic Valera se roba tercera y anota en carrera por error en tiro del C.                                                             |

### Juego 6
[[Archivo:]]
| Equipo              | 1 | 2 | 3 | 4 | 5 | 6 | 7 | 8 | 9 | C | H | E |
| ------------------- | - | - | - | - | - | - | - | - | - | - | - | - |
| Bravos de Margarita | 0 | 0 | 0 | 0 | 0 | 0 | 0 | 0 | 0 | 0 | 0 | 0 |
| Tigres de Aragua    | 0 | 0 | 0 | 0 | 0 | 0 | 0 | 0 | 0 | 0 | 0 | 0 |

LG: (0-0)  LP: (0-0)  SV: (1)  
HRs:  Bravos – (0)  Tigres – (0)
- [Box score]
- Árbitros: HP: ; 1B: Mark ; 2B: ; 3B: ; LF: ; RF:.
- Asistencia: 00;00 espectadores.
- Duración: 2 h 0 m

| Marcador            | Entrada | Anotaciones |
| ------------------- | ------- | ----------- |
| Bravos 0 - Tigres 0 | 1ª      |             |

## Desarrollo entreCaribes de AnzoáteguiyTiburones de La Guaira
Nota: Entre paréntesis se indica la estadística del lanzador abridor y la jugada que llevó al pelotero a tomar una de las bases.

## Rosters
|  | Lanzadores    |                |    |     |
|  | Joe Testa     | Estados Unidos | 27 | D/D |
|  | Receptores    |                |    |     |
|  | Jesús Flores  | Venezuela      | 31 | D/D |
|  | Infielders    |                |    |     |
|  | José Gil      | Venezuela      | 29 | D/D |
|  | Outfielders   |                |    |     |
|  | José Castillo | Venezuela      | 34 | D/D |
|  | Mánager       |                |    |     |
|  | Omar López    |                |    |     |

|  | Lanzadores              |                      |    |     |
|  | Alexis Candelario       | República Dominicana | 30 | D/D |
|  | Receptores              |                      |    |     |
|  | Miguel Antonio González | Venezuela            | 27 | D/D |
|  | Infielders              |                      |    |     |
|  | Raúl Padrón             | Venezuela            | 31 | I/D |
|  | Outfielders             |                      |    |     |
|  | José A. Martínez        | Venezuela            | 27 | D/D |
|  | Mánager                 |                      |    |     |
|  | Buddy Bailey            |                      |    |     |

### Juego 1
[[Archivo:]]
| Equipo                 | 1 | 2 | 3 | 4 | 5 | 6 | 7 | 8 | 9 | C | H | E |
| ---------------------- | - | - | - | - | - | - | - | - | - | - | - | - |
| Caribes de Anzoátegui  | 0 | 0 | 0 | 0 | 0 | 0 | 0 | 0 | 0 | 0 | 0 | 0 |
| Tiburones de La Guaira | 0 | 0 | 0 | 0 | 0 | 0 | 0 | 0 | 0 | 0 | 0 | 0 |

LG: (0-0)  LP: (0-0)  
HRs:   – (0)   – (0); (0)
- [Box score]
- Árbitros: HP: ; 1B: Mark ; 2B: ; 3B: ; LF: ; RF:.
- Asistencia: 00;00 espectadores.
- Duración: 2 h 0 m

| Marcador | Entrada | Anotaciones |
| -------- | ------- | ----------- |
|          |         |             |

## Desarrollo entreLeones del CaracasyNavegantes del Magallanes
Nota: Entre paréntesis se indica la estadística del lanzador abridor y la jugada que llevó al pelotero a tomar una de las bases.

## Rosters
|    | Lanzadores            |                      |       |    |     |
| 45 | Jhoulys Chacín        | Venezuela            | PA    | 27 | D/D |
|    | Buddy Boshers         | Estados Unidos       | PA    | 27 | I/I |
|    | Joseph Gardner        | Estados Unidos       | PA    | 27 | D/D |
|    | Néstor Molina         | Venezuela            | PA    | 26 | D/D |
|    | Edgar Alfonzo         | Venezuela            | PR    | 31 | I/I |
|    | Manauris Báez         | República Dominicana | PR    | 30 | D/D |
|    | Willy Paredes         | República Dominicana | PR    | 26 | D/D |
|    | Ángel Calero          | Venezuela            | PR    | 29 | I/I |
|    | Luis Sanz             | Venezuela            | PR    | 28 | D/D |
|    | Víctor Gárate         | Venezuela            | PR    | 31 | I/I |
|    | Juan Carlos Gutiérrez | Venezuela            | PR    | 32 | D/D |
|    | Loiger Padrón         | Venezuela            | PR    | 24 | D/D |
|    | José Ascanio          | Venezuela            | PR    | 30 | D/D |
|    | Rubén Alaniz          | Estados Unidos       | PR    | 24 | D/D |
|    | Receptores            |                      |       |    |     |
| 30 | Yórvit Torrealba      | Venezuela            | C     | 37 | D/D |
|    | Anderson De La Rosa   | Venezuela            | C     | 31 | D/D |
|    | Infielders            |                      |       |    |     |
| 32 | Daniel Mayora         | Venezuela            | 1B    | 30 | D/D |
|    | Jesús Guzmán          | Venezuela            | 1B;BD | 31 | D/D |
|    | Brock Stassi          | Estados Unidos       | 1B;LF | 26 | I/I |
|    | Henry A. Rodríguez    | Venezuela            | 2B    | 25 | A/D |
|    | Javier Betancourt     | Venezuela            | 2B    | 20 | A/D |
|    | Álex González         | Venezuela            | 3B    | 38 | D/D |
|    | Harold Castro         | Venezuela            | 3B    | 22 | I/D |
|    | Asdrúbal Cabrera      | Venezuela            | SS;BD | 30 | A/D |
|    | Cleuluis Rondón       | Venezuela            | SS    | 21 | A/D |
|    | Outfielders           |                      |       |    |     |
| 18 | Félix Pérez           | Cuba                 | RF    | 31 | I/I |
|    | Trayvon Robinson      | Estados Unidos       | CF    | 28 | A/D |
|    | Jesús Galindo         | Venezuela            | RF    | 25 | A/D |
|    | Danry Vásquez         | Venezuela            | LF    | 21 | I/D |
|    | Mánager               |                      |       |    |     |
|    | Alfredo Pedrique      |                      |       |    |     |

|  | Lanzadores          |                      |       |    |     |
|  | Chris Leroux        | Canadá               | PA    | 31 | I/D |
|  | Ramón Ortiz         | República Dominicana | PA    | 26 | D/D |
|  | David Martínez      | Venezuela            | PA    | 28 | D/D |
|  | Joely Rodríguez     | República Dominicana | PA    | 24 | I/I |
|  | Jesús Sánchez       | Venezuela            | PR    | 28 | D/D |
|  | Miguel Chalas       | República Dominicana | PR    | 23 | D/D |
|  | José Mijares        | Venezuela            | PR    | 31 | I/I |
|  | Héctor Nelo         | Estados Unidos       | PR    | 29 | D/D |
|  | Mitch Lively        | Estados Unidos       | PR    | 29 | D/D |
|  | Deolis Guerra       | Venezuela            | PR    | 26 | D/D |
|  | Pedro Hernández     | Venezuela            | PR    | 26 | I/I |
|  | Carlos E. Hernández | Venezuela            | PR    | 35 | A/I |
|  | José Antonio Flores | Venezuela            | PR    | 26 | D/D |
|  | Luis Martínez       | Venezuela            | PR    | 20 | D/D |
|  | Jean Machí          | Venezuela            | PR    | 33 | D/D |
|  | Hassán Pena         | Cuba                 | PR    | 30 | D/D |
|  | Receptores          |                      |       |    |     |
|  | Jesús Sucre         | Venezuela            | C     | 27 | D/D |
|  | Tomás Telis         | Venezuela            | C     | 24 | A/D |
|  | Infielders          |                      |       |    |     |
|  | Mario Lissón        | Venezuela            | 1B    | 31 | D/D |
|  | Luis Rodríguez      | Venezuela            | 2B;BD | 35 | A/D |
|  | Víctor Velásquez    | Venezuela            | 2B;BD | 20 | D/D |
|  | José Martínez       | Venezuela            | 2B    | 29 | D/D |
|  | Adonis García       | Venezuela            | 3B    | 30 | D/D |
|  | Ronny Cedeño        | Venezuela            | SS    | 32 | D/D |
|  | Outfielders         |                      |       |    |     |
|  | Ezequiel Carrera    | Venezuela            | CF    | 28 | I/I |
|  | Alberth Martínez    | Venezuela            | CF;LF | 24 | B/D |
|  | Álex Romero         | Venezuela            | RF    | 32 | I/D |
|  | Jairo Pérez         | Venezuela            | LF    | 27 | A/D |
|  | Frank Díaz          | Venezuela            | LF    | 32 | A/D |
|  | Mánager             |                      |       |    |     |
|  | Carlos García       |                      |       |    |     |

### Juego 1
[[Archivo:]]
| Equipo                    | 1 | 2 | 3 | 4 | 5 | 6 | 7 | 8 | 9 | C | H  | E |
| ------------------------- | - | - | - | - | - | - | - | - | - | - | -- | - |
| Leones del Caracas        | 0 | 0 | 0 | 0 | 1 | 0 | 0 | 0 | 0 | 1 | 5  | 0 |
| Navegantes del Magallanes | 0 | 0 | 0 | 4 | 4 | 0 | 0 | 0 | 0 | 8 | 13 | 0 |

LG: Jesús Sánchez (1-0)  LP: Jhoulys Chacín(0-1)  
HRs:  Leones – Félix Pérez (1)  Magallanes – Ezequiel Carrera (1); Jairo Pérez (1)
- [Box score][10]
- Árbitros: HP: ; 1B: Mark ; 2B: ; 3B: ; LF: ; RF:.
- Asistencia: 00;00 espectadores.
- Duración: 2 h 0 m

| Marcador                | Entrada | Anotaciones                                                                                              |
| ----------------------- | ------- | --- |
| LEONES 0 - MAGALLANES 1 | 4ª      | - Adonis García conecta sencillo al LF. Ezequiel Carrera anota en carrera. Álex Romero avanza a segunda. |
| LEONES 0 - MAGALLANES 4 | 4ª      | - Jairo Pérez conecta jonrón por el LF. Álex Romero anota en carrera. Adonis García anota en carrera.    |
| LEONES 1 - MAGALLANES 4 | 5ª      | - Félix Pérez conecta jonrón por el LF                                                                   |
| LEONES 1 - MAGALLANES 5 | 5ª      | - Ezequiel Carrera conecta jonrón por el CF.                                                             |
| LEONES 1 - MAGALLANES 7 | 5ª      | - Jairo Pérez conecta triple al RF. Álex Romero anota en carrera. Adonis García anota en carrera.        |
| LEONES 1 - MAGALLANES 8 | 5ª      | - Mario Lissón conecta sencillo al 2B. Jairo Pérez anota en carrera.                                     |

### Juego 2
[[Archivo:]]
| Equipo                    | 1 | 2 | 3 | 4 | 5 | 6 | 7 | 8 | 9 | C | H  | E |
| ------------------------- | - | - | - | - | - | - | - | - | - | - | -- | - |
| Leones del Caracas        | 0 | 0 | 0 | 0 | 0 | 0 | 0 | 0 | 0 | 0 | 7  | 0 |
| Navegantes del Magallanes | 1 | 0 | 0 | 0 | 0 | 0 | 0 | 1 | X | 2 | 10 | 0 |

LG: Ramon Ortiz (1-0)  LP: Buddy Boshers (0-1)  SV: Hassán Pena (1)  
HRs:  Leones – (0)  Magallanes – (0); (0)
- [Box score][11]
- Árbitros: HP: ; 1B: Mark ; 2B: ; 3B: ; LF: ; RF:.
- Asistencia: 00;00 espectadores.
- Duración: 2 h 0 m

| Marcador                | Entrada | Anotaciones |
| ----------------------- | ------- | --- |
| LEONES 0 - MAGALLANES 1 | 1ª      | - Álex Romero falla con roletazo al SS. Ezequiel Carrera anota en carrera, dobleplay. Luis Rodríguez retirado en segunda. |
| LEONES 0 - MAGALLANES 2 | 8ª      | - Ronny Cedeño conecta sencillo al CF. Adonis García anota en carrera.                                                    |

### Juego 3
[[Archivo:]]
| Equipo                    | 1 | 2 | 3 | 4 | 5 | 6 | 7 | 8 | 9 | C  | H  | E |
| ------------------------- | - | - | - | - | - | - | - | - | - | -- | -- | - |
| Navegantes del Magallanes | 0 | 0 | 1 | 0 | 5 | 0 | 0 | 0 | 0 | 3  | 5  | 0 |
| Leones del Caracas        | 1 | 3 | 2 | 4 | 0 | 1 | 0 | 0 | 0 | 11 | 15 | 0 |

LG: Néstor Molina (1-0)  LP: David Martínez (0-1)  SV: (0)  
HRs:  Magallanes – Mario Lissón (1)  Leones – Trayvon Robinson (0); (0)
- [Box score][12]
- Árbitros: HP: ; 1B: Mark ; 2B: ; 3B: ; LF: ; RF:.
- Asistencia: 00;00 espectadores.
- Duración: 2 h 0 m

| Marcador                 | Entrada | Anotaciones |
| ------------------------ | ------- | --- |
| MAGALLANES 0 - LEONES 1  | 1ª      | - Félix Pérez eleva un fly de sacrificio. Trayvon Robinson anota en carrera. Asdrúbal Cabrera avanza a tercera.                            |
| MAGALLANES 0 - LEONES 2  | 2ª      | - Álex González falla con elevado de sacrificio al LF. Yórvit Torrealba anota en carrera.                                                  |
| MAGALLANES 0 - LEONES 4  | 2ª      | - Trayvon Robinson conecta jonrón por el RF. Anderson De La Rosa anota en carrera.                                                         |
| MAGALLANES 1 - LEONES 4  | 3ª      | - José Martínez conecta doble al RF. Tomas Telis anota en carrera. José Martínez es puesto out en tercera.                                 |
| MAGALLANES 1 - LEONES 5  | 3ª      | - Brock Stassi conecta sencillo al 1B. Henry A. Rodríguez anota en carrera. Félix Pérez avanza a tercera.                                  |
| MAGALLANES 1 - LEONES 6  | 3ª      | - Álex González conecta sencillo al LF. Félix Pérez anota en carrera. Brock Stassi avanza a segunda.                                       |
| MAGALLANES 1 - LEONES 7  | 4ª      | - Asdrúbal Cabrera conecta doble al LF. Trayvon Robinson anota en carrera.                                                                 |
| MAGALLANES 1 - LEONES 9  | 4ª      | - Yórvit Torrealba conecta sencillo al CF. Asdrúbal Cabrera anota en carrera. Félix Pérez anota en carrera. Jesús Guzmán avanza a segunda. |
| MAGALLANES 1 - LEONES 10 | 4ª      | - Jesús Guzmán se roba home. |
| MAGALLANES 3 - LEONES 10 | 5ª      | - Mario Lissón conecta jonrón por el LF. Ronny Cedeño anota en carrera.                                                                    |
| MAGALLANES 3 - LEONES 11 | 6ª      | - Álex González conecta doble al LF. Jesús Guzmán anota en carrera.                                                                        |

### Juego 4
[[Archivo:]]
| Equipo                    | 1 | 2 | 3 | 4 | 5 | 6 | 7 | 8 | 9 | 10 | 11 | C | H | E |
| ------------------------- | - | - | - | - | - | - | - | - | - | -- | -- | - | - | - |
| Navegantes del Magallanes | 0 | 0 | 3 | 0 | 0 | 0 | 0 | 0 | 0 | 0  | 1  | 2 | 7 | 2 |
| Leones del Caracas        | 0 | 0 | 0 | 0 | 0 | 1 | 1 | 0 | 0 | 0  | 0  | 1 | 8 | 0 |

LG: Hassán Pena (1-0)  LP: José Ascanio (0-1)  SV: (0)  
HRs:  Magallanes – (0)  Leones – (0); (0)
- [Box score][13]
- Árbitros: HP: ; 1B: Mark ; 2B: ; 3B: ; LF: ; RF:.
- Asistencia: 00;00 espectadores.
- Duración: 2 h 0 m

| Marcador                | Entrada | Anotaciones                                                                                       |
| ----------------------- | ------- | ------------------------------------------------------------------------------------------------- |
| MAGALLANES 1 - LEONES 0 | 7ª      | - Álex Romero eleva un fly de sacrificio. Jesús Sucre anota en carrera.                           |
| MAGALLANES 1 - LEONES 1 | 3ª      | - Danry Vásquez conecta sencillo al RF. Jesús Galindo anota en carrera.                           |
| MAGALLANES 1 - LEONES 0 | 11ª     | - Ronny Cedeño conecta doble al RF. Álex Romero anota en carrera. Adonis García avanza a tercera. |

### Juego 5
[[Archivo:]]
| Equipo                    | 1 | 2 | 3 | 4 | 5 | 6 | 7 | 8 | 9 | C | H | E |
| ------------------------- | - | - | - | - | - | - | - | - | - | - | - | - |
| Navegantes del Magallanes | 0 | 0 | 2 | 0 | 0 | 0 | 0 | 0 | 0 | 2 | 8 | 1 |
| Leones del Caracas        | 0 | 0 | 0 | 1 | 0 | 1 | 0 | 4 | X | 5 | 8 | 0 |

LG: Loiger Padrón (1-0)  LP: Miguel Chalas (0-1)  SV: Juan Carlos Gutiérrez (1)  
HRs:  Magallanes – (0)  Leones – (0); (0)
- [Box score][14]
- Árbitros: HP: ; 1B: Mark ; 2B: ; 3B: ; LF: ; RF:.
- Asistencia: 00;00 espectadores.
- Duración: 2 h 0 m

| Marcador                | Entrada | Anotaciones |
| ----------------------- | ------- | --- |
| MAGALLANES 2 - LEONES 0 | 3ª      | - Álex Romero conecta doble al RF. Ezequiel Carrera anota en carrera. Luis Rodríguez anota en carrera. Álex Romero es retirado en tercera.                       |
| MAGALLANES 2 - LEONES 1 | 4ª      | - Asdrúbal Cabrera se embasa por jugada de selección. Jesús Guzmán anota en carrera. Álex González avanza a tercera. Trayvon Robinson avanza a segunda.          |
| MAGALLANES 2 - LEONES 2 | 8ª      | - Jesús Guzmán conecta sencillo al RF. Félix Pérez anota en carrera. Jesús Guzmán avanza a segunda en jugada.                                                    |
| MAGALLANES 2 - LEONES 3 | 8ª      | - Danry Vásquez eleva un fly de sacrificio. Jesús Guzmán anota en carrera. Brock Stassi avanza a tercera. Álex González avanza a segunda.                        |
| MAGALLANES 2 - LEONES 5 | 8ª      | - Trayvon Robinson conecta sencillo al LF. Brock Stassi anota en carrera. Álex González anota en carrera. Trayvon Robinson avanza a la tercera por error del LF. |

### Juego 6
[[Archivo:]]
| Equipo                    | 1 | 2 | 3 | 4 | 5 | 6 | 7 | 8 | 9 | C  | H  | E |
| ------------------------- | - | - | - | - | - | - | - | - | - | -- | -- | - |
| Leones del Caracas        | 1 | 1 | 0 | 0 | 0 | 0 | 7 | 0 | 0 | 6  | 14 | 2 |
| Navegantes del Magallanes | 0 | 0 | 2 | 0 | 1 | 9 | 3 | 1 | X | 16 | 20 | 1 |

LG: Carlos E. Hernández(1-0)  LP: Loiger Padrón (1-1)  
HRs:  Leones – (0)  Magallanes – (0)
- [Box score][15]
- Árbitros: HP: ; 1B: Mark ; 2B: ; 3B: ; LF: ; RF:.
- Asistencia: 00;00 espectadores.
- Duración: 2 h 0 m

| LEONES 1 - MAGALLANES 0  | 1ª                                                        | - Henry A. Rodríguez conecta sencillo al CF. Trayvon Robinson anota en carrera.                                                                  |                 |                                     |
| LEONES 2 - MAGALLANES 0  | 2ª                                                        | - Álex González eleva un fly de sacrificio. Yórvit Torrealba anota en carrera.                                                                   |                 |                                     |
| LEONES 2 - MAGALLANES 1  | 3ª                                                        | - Álex Romero conecta triple al CF. Jesús Sucre anota en carrera.                                                                                |                 |                                     |
| LEONES 2 - MAGALLANES 2  | 3ª                                                        | - Luis Rodríguez se embasa por error del 2B. Álex Romero anota en carrera. Luis Rodríguez avanza a segunda.                                      |                 |                                     |
| LEONES 2 - MAGALLANES 3  | 5ª                                                        | - Mario Lissón conecta sencillo al CF. José Martínez anota en carrera.                                                                           |                 |                                     |
| LEONES 2 - MAGALLANES 4  | 6ª                                                        | - Ronny Cedeño es golpeado. Jesús Sucre anota en carrera. Álex Romero avanza a tercera. Luis Rodríguez avanza a segunda.                         |                 |                                     |
| LEONES 2 - MAGALLANES 8  | 6ª                                                        | - Adonis García conecta jonrón por el CF. Álex Romero anota en carrera. Luis Rodríguez anota en carrera. Ronny Cedeño anota en carrera.          |                 |                                     |
| LEONES 2 - MAGALLANES 9  | 6ª                                                        | - Jesús Sucre conecta sencillo al CF. José Martínez anota en carrera. Mario Lissón avanza a tercera. Jesús Sucre avanza a segunda por el tiro.   |                 |                                     |
| LEONES 2 - MAGALLANES 11 | 6ª                                                        | - Álex Romero conecta sencillo al RF. Mario Lissón anota en carrera. Jesús Sucre anota en carrera. Álex Romeroavanza a tercera por error del RF. |                 |                                     |
| LEONES 2 - MAGALLANES 11 | [[Archivo:Arrow\|align="center"\|LEONES 5 - MAGALLANES 11 | 7ª | .svg\|10px]] 6ª | - Álex Romero anota por wild pitch. |
| LEONES 3 - MAGALLANES 11 | 7ª                                                        | - Danry Vásquez conecta jonrón por el RF |                 |                                     |
| LEONES 5 - MAGALLANES 11 | 7ª                                                        | - Trayvon Robinson conecta jonrón por el CF. Álex González anota en carrera.                                                                     |                 |                                     |
| LEONES 6 - MAGALLANES 11 | 7ª                                                        | - Asdrúbal Cabrera conecta jonrón por el RF. |                 |                                     |
| LEONES 6 - MAGALLANES 13 | 7ª                                                        | - Adonis García conecta jonrón por el CF. Ronny Cedeño anota en carrera.                                                                         |                 |                                     |
| LEONES 6 - MAGALLANES 15 | 7ª                                                        | - Jairo Pérez conecta jonrón por el LF. |                 |                                     |
| LEONES 6 - MAGALLANES 16 | 8ª                                                        | - Adonis García conecta sencillo al LF. Álex Romero anota en carrera.                                                                            |                 |                                     |